# Emmett (Kansas)
Emmett – miasto w Stanach Zjednoczonych, w stanie Kansas, w hrabstwie Pottawatomie.